# ボビー・ウィット・ジュニア
ボビー・ウィット・ジュニア（英語: Bobby Witt Jr., 本名：ロバート・アンドリュー・ウィット・ジュニア（Robert Andrew Witt Jr., 2000年6月14日 - ）は、アメリカ合衆国テキサス州タラント郡コリービル出身のプロ野球選手（遊撃手）。右投右打。MLBのカンザスシティ・ロイヤルズ所属。

## 経歴
2019年のMLBドラフト1巡目（全体2位）でカンザスシティ・ロイヤルズから指名されプロ入り。契約金は779万ドル。傘下のルーキー級アリゾナリーグ・ロイヤルズでプロデビューし、37試合に出場して打率.262、1本塁打、27打点、9盗塁の成績を記録した。
2020年はCOVID-19の影響でマイナーリーグのシーズンが中止となり、公式戦への出場はなかった。
2021年はAA級ノースウエストアーカンソー・ナチュラルズで開幕を迎えた。シーズン途中にAAA級オマハ・ストームチェイサーズへ昇格。オールスター・フューチャーズゲームにも選出された。最終的に2チーム合計で124試合に出場して打率.290、33本塁打、97打点、29盗塁の成績を記録した。オフにはベースボール・アメリカ・マイナーリーグ年間最優秀選手賞を受賞した。
2022年4月7日にメジャー契約を結んでアクティブ・ロースター入りし、開幕戦となった同日のクリーブランド・ガーディアンズ戦でメジャーデビューを果たした。オフの11月14日、最優秀新人選手賞（新人王）の投票で第4位に選出された。
2023年はシーズン開幕前の2月10日に第5回ワールド・ベースボール・クラシック（WBC）のアメリカ合衆国代表に選出された。9月30日のニューヨーク・ヤンキース戦の7回表に30号本塁打を記録し。自身初さらには球団史上初となる「30-30」（30本塁打&30盗塁）を達成。同年のMLBでは4人目（ロナルド・アクーニャ・ジュニア、フリオ・ロドリゲス、フランシスコ・リンドーア）の達成となった。
2024年2月5日、ロイヤルズと球団史上最大となる11年総額2億8770万ドル（約429億円）の契約を結んだ。9月17日のデトロイト・タイガース戦の初回に盗塁を記録して30盗塁に達し、2年連続となる「30-30」を達成した。同年のMLBでは3人目（大谷翔平、ホセ・ラミレス）の達成となった。遊撃手で複数回「30-30」を達成したのは史上初。最終的にリーグ最多の211安打、同3位のOPS.977を記録した。またこの年のMLB最高となる打率.332で自身初の首位打者を獲得した。11月3日に自身初となるゴールドグラブ賞を受賞、11月12日にはシルバースラッガー賞を受賞し、さらに11月14日には遊撃手としてオールMLBのファーストチームに選出された。

## 選手としての特徴
5ツールプレイヤーの資質を持ち、将来像にトレバー・ストーリーを挙げる声も多い。

## 家族
同名である父親のボビー・ウィットもテキサス・レンジャーズなどに所属した元プロ野球選手（投手）であり、MLBで通算142勝を記録している。
また姉が3人おり、長姉ニッキーの夫はジェームズ・ラッセル、次姉キアナの夫はザック・ニール、三姉シャーリーの夫はコーディ・トーマスであり、義兄が3人ともプロ野球選手である。

## 詳細情報

### 年度別打撃成績
| 年 度    | 球 団    | 試 合 | 打 席 | 打 数 | 得 点 | 安 打 | 二 塁 打 | 三 塁 打 | 本 塁 打 | 塁 打 | 打 点 | 盗 塁 | 盗 塁 死 | 犠 打 | 犠 飛 | 四 球 | 敬 遠 | 死 球 | 三 振 | 併 殺 打 | 打 率 | 出 塁 率 | 長 打 率 | O P S |
| -------- | -------- | ----- | ----- | ----- | ----- | ----- | -------- | -------- | -------- | ----- | ----- | ----- | -------- | ----- | ----- | ----- | ----- | ----- | ----- | -------- | ----- | -------- | -------- | ----- |
| 2022     | KC       | 150   | 632   | 591   | 82    | 150   | 31       | 6        | 20       | 253   | 80    | 30    | 7        | 0     | 5     | 30    | 2     | 6     | 135   | 12       | .254  | .294     | .428     | .722  |
| 2023     | KC       | 158   | 694   | 641   | 97    | 177   | 28       | 11       | 30       | 317   | 96    | 49    | 15       | 1     | 8     | 40    | 1     | 4     | 121   | 11       | .276  | .319     | .495     | .814  |
| 2024     | KC       | 161   | 709   | 636   | 125   | 211   | 45       | 11       | 32       | 374   | 109   | 31    | 12       | 0     | 8     | 57    | 9     | 8     | 106   | 4        | .332  | .389     | .588     | .977  |
| MLB：3年 | MLB：3年 | 469   | 2035  | 1868  | 304   | 538   | 104      | 28       | 82       | 944   | 285   | 110   | 34       | 1     | 21    | 127   | 12    | 18    | 362   | 27       | .288  | .336     | .505     | .841  |

- 2024年度シーズン終了時
- 各年度の太字はリーグ最高

### WBCでの打撃成績
| 年 度 | 代 表          | 試 合 | 打 席 | 打 数 | 得 点 | 安 打 | 二 塁 打 | 三 塁 打 | 本 塁 打 | 塁 打 | 打 点 | 盗 塁 | 盗 塁 死 | 犠 飛 | 四 球 | 敬 遠 | 死 球 | 三 振 | 併 殺 打 | 打 率 | 出 塁 率 | 長 打 率 |
| ----- | -------------- | ----- | ----- | ----- | ----- | ----- | -------- | -------- | -------- | ----- | ----- | ----- | -------- | ----- | ----- | ----- | ----- | ----- | -------- | ----- | -------- | -------- |
| 2023  | アメリカ合衆国 | 5     | 3     | 2     | 2     | 1     | 1        | 0        | 0        | 2     | 1     | 0     | 0        | 0     | 1     | 0     | 0     | 0     | 0        | .500  | .667     | 1.000    |

### 年度別守備成績
| 年 度 | 球 団 | 三塁（3B） | 三塁（3B） | 三塁（3B） | 三塁（3B） | 三塁（3B） | 三塁（3B） | 遊撃（SS） | 遊撃（SS） | 遊撃（SS） | 遊撃（SS） | 遊撃（SS） | 遊撃（SS） |
| 年 度 | 球 団 | 試 合      | 刺 殺      | 補 殺      | 失 策      | 併 殺      | 守 備 率   | 試 合      | 刺 殺      | 補 殺      | 失 策      | 併 殺      | 守 備 率   |
| ----- | ----- | ---------- | ---------- | ---------- | ---------- | ---------- | ---------- | ---------- | ---------- | ---------- | ---------- | ---------- | ---------- |
| 2022  | KC    | 55         | 32         | 90         | 3          | 7          | .976       | 98         | 113        | 259        | 16         | 51         | .959       |
| 2023  | KC    | -          | -          | -          | -          | -          | -          | 149        | 169        | 344        | 12         | 69         | .977       |
| 2024  | KC    | -          | -          | -          | -          | -          | -          | 160        | 207        | 361        | 15         | 78         | .974       |
| MLB   | MLB   | 55         | 32         | 90         | 3          | 7          | .976       | 407        | 489        | 964        | 43         | 198        | .971       |

- 2024年度シーズン終了時
- 各年度の太字はリーグ最高
- 各年度の太字年はゴールドグラブ賞受賞

### タイトル
- 首位打者：1回（2024年）

### 表彰
- ゴールドグラブ賞（遊撃手部門）：1回（2024年）
- シルバースラッガー賞（遊撃手部門）：1回（2024年）
- オールMLBチーム
  - ファーストチーム（遊撃手）：1回（2024年）

### 記録
MiLB
- オールスター・フューチャーズゲーム選出：1回（2021年）

MLB
- 30-30クラブ：2回（2023年、2024年）
- MLBオールスターゲーム選出：1回（2024年）

### 背番号
- 7（2022年 - ）

### 代表歴
- 2023 ワールド・ベースボール・クラシック・アメリカ合衆国代表